# Phyllanthus nutans
Phyllanthus nutans là một loài thực vật có hoa trong họ Diệp hạ châu. Loài này được Sw. miêu tả khoa học đầu tiên năm 1788.